# Gentiana tubiflora
Gentiana tubiflora là một loài thực vật có hoa trong họ Long đởm. Loài này được (G.Don) Griseb. mô tả khoa học đầu tiên năm 1838.